# Cladura bidens
Cladura bidens är en tvåvingeart som beskrevs av Alexander 1926. Cladura bidens ingår i släktet Cladura och familjen småharkrankar. Inga underarter finns listade i Catalogue of Life.